# Prinia sylvatica
Prinia sylvatica е вид птица от семейство Cisticolidae.

## Разпространение
Видът е разпространен в Индия, Непал и Шри Ланка.